# Мюллер, Элизабет (врач)

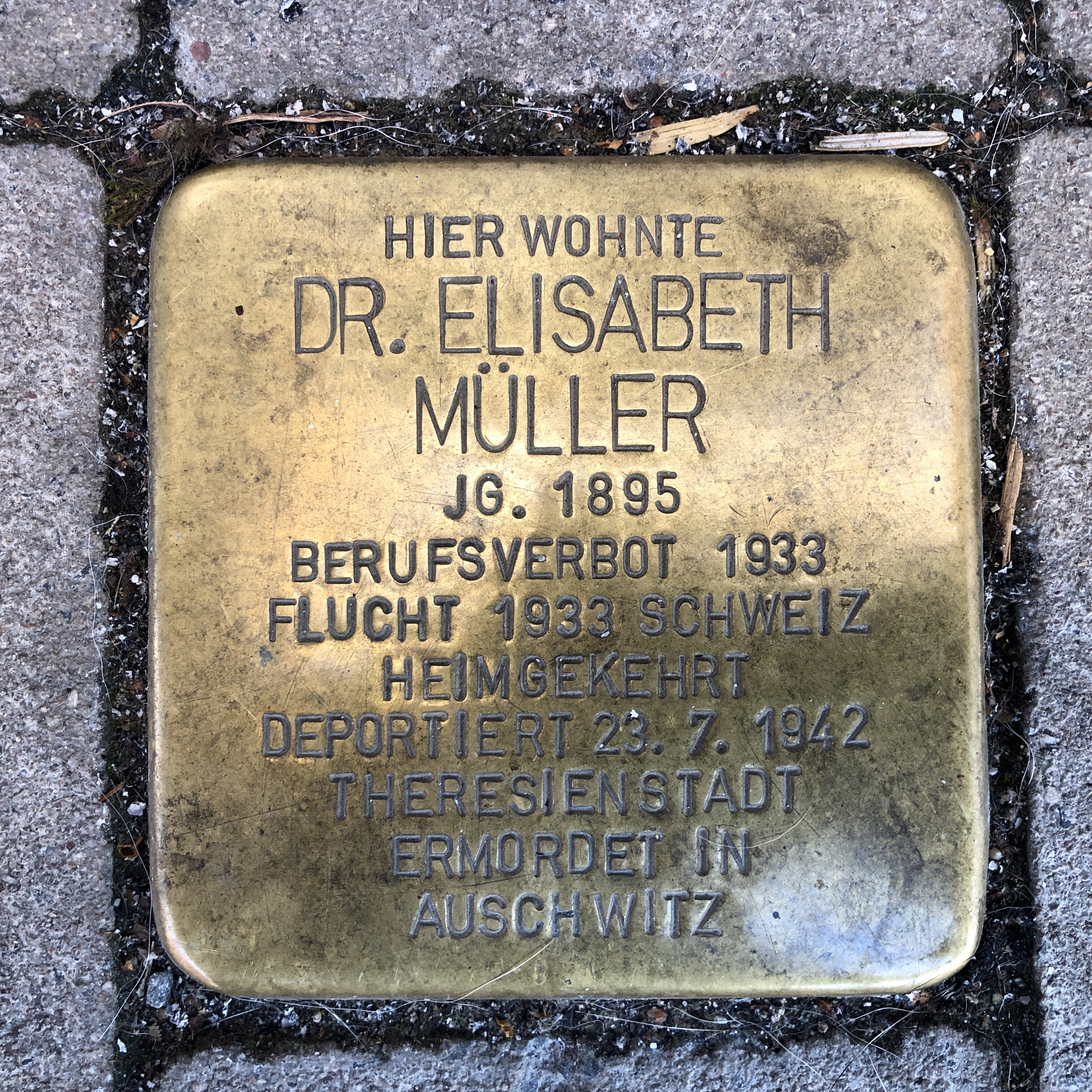
Камень преткновения, Ганновер, Лавештрассе, 64

Элизабет Мюллер (22 июня 1895, Ганновер — октябрь 1944, концлагерь Освенцим) — немецкий врач.

## Биография
Родилась в 1895 году в Ганновере в семье банкира, еврейка.
После окончания средней школы изучала медицину в Гейдельбергском, Геттингенском и Мюнхенском университетах, осенью 1920 года сдала государственный экзамен в Гёттингенском университете, там же сдала докторский экзамен, медицинскую апробацию получила в 1922 году.
С 1925 года жила в Ганновере где работала педиатром, специалистом по прорезыванию зубов.
Свою практику на улице Лавештрассе, 64, некоторое время продолжала после захвата власти национал-социалистами в 1933 году, но вскоре из-за своего еврейского происхождения была вынуждена бежать в Швейцарию, где и работала в Женеве в клинике Пепиньер, однако, уже через два года вернулась в Германию, где в 1935 году основала дома для еврейских детей в Большвайлье в Бадене.
В 1939 году вернулась в Ганновер, чтобы руководить тамошней Еврейской больницей в качестве настоятельницы.
23 июля 1942 года вместе со всеми врачами, медсестрами и пациентами Еврейской больницы была депортирована в гетто Терезиенштадт.
В октябре 1944 года отправлена в концлагерь Освенцим, где была убита.

## Память
15 сентября 2021 года совет округа Зюдштадт-Бульт в Ганновере принял решение назвать общественное пространство между Sallstraße, Kleine Düwelstraße и Dieckmannstraße в районе Зюдштадт, которое ранее описывалось только как «ювелирная площадь», «в честь доктора Дж. Элизабет Мюллер».